# Vinharje
Vinharje so naselje v Občini Gorenja vas - Poljane.